# Попсікюла
Попсікюла (ест. Popsiküla), місцева вимова Попсікюля (ест. Popsikülä) — колишнє село в Естонії, входить до складу волості Вастсе-Куусте, повіту Пилвамаа. На даний час входить до складу села Леевійие.
| Естонія | Це незавершена стаття з географії Естонії. Ви можете допомогти проєкту, виправивши або дописавши її. |